# セルゲイ・コバレフ 対 アンドレ・ウォード戦
セルゲイ・コバレフ 対 アンドレ・ウォード戦（セルゲイ・コバレフ たい アンドレ・ウォードせん）は、2016年11月19日にアメリカ合衆国ネバダ州ラスベガスのT-モバイル・アリーナで開催されたプロボクシングの試合。WBAスーパー・IBF・WBO世界ライトヘビー級王者セルゲイ・コバレフに対して、元WBA世界スーパーミドル級スーパー王座保持者でスーパーミドル級からライトヘビー級に転向し、2016年3月26日のIBFの指名挑戦者決定戦に勝利したアンドレ・ウォードが挑戦した。会見ではウォードが3日前に試合をしたばかりとのことで欠席し、コバレフが単独会見を行った。

## 結果
アンドレ・ウォードが判定でセルゲイ・コバレフに勝利し、タイトルを獲得した。。